# Instituto de Estudios Ilerdenses
El Instituto de Estudios Ilerdenses (IEI) (actualmente denominado Institut d'Estudis Ilerdencs, en catalán) es una fundación pública dependiente de la Diputación de Lérida dedicada a fomentar el estudio de la cultura, las ciencias y el arte de las comarcas leridanas. Tiene su sede en el antiguo Hospital de Santa María de Lérida, un edificio del siglo XV.

## Historia
El hospital de Santa María dejó de ser una institución sanitaria alrededor de 1925, cuando la Mancomunidad de Cataluña ya había iniciado la construcción de un nuevo hospital provincial a las afueras de la ciudad. Se decidió entonces que el edificio albergase la sede del Museo de Arte de Lérida.
Cuando estalló la Guerra Civil, el antiguo hospital se usó para conservar las obras que la Generalidad republicana confiscaba en todo el territorio leridano (entre ellas la colección del Museo Diocesano) y pasó a denominarse Museo del Pueblo. 

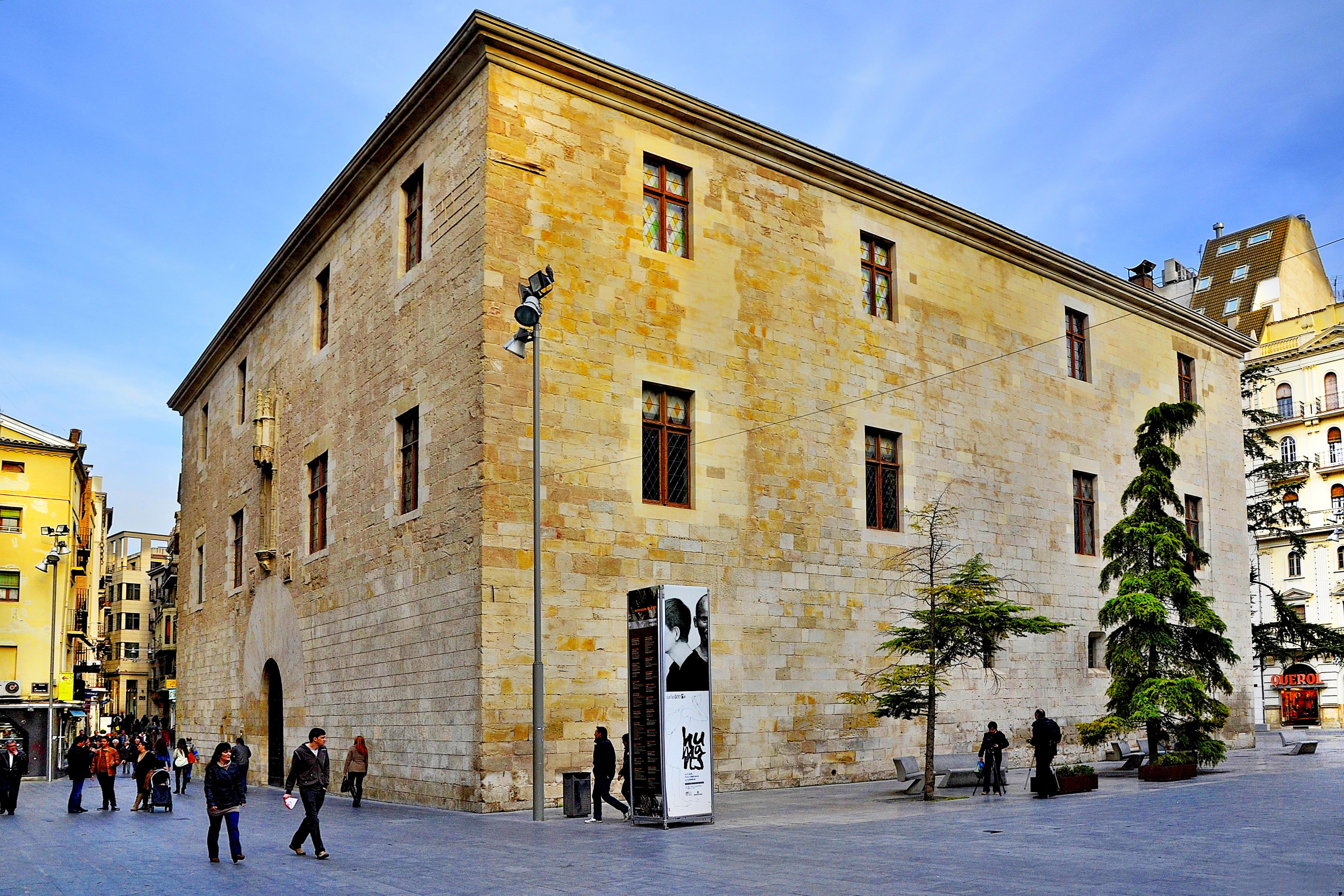
Exterior de del antiguo hospital de Santa María, edificio de estilo gótico-plateresco de los siglos - y sede del Instituto de Estudios Ilerdenses.

En 1941, instaurada ya la dictadura franquista, el Servicio de Defensa del Patrimonio Artístico Nacional se hizo cargo del Hospital y sus bienes y se empezó a gestar la idea de fundar un "Centro de Estudios Leridanos", de índole cultural. Un año después, la Diputación presidida por José María de Porcioles fundó el Instituto de Estudios Ilerdenses con el objetivo de promover e impulsar el estudio y la investigación en el territorio leridano. Éste se estructuraría de manera semejante al Instituto de Estudios Catalanes, con diversas secciones que abarcaban ciencias y humanidades. El IEI fue adscrito al Consejo Superior de Investigaciones Científicas.
La historia del IEI se divide en dos grandes etapas: la primera, desde su creación hasta mediados de la década de 1980, estaría marcada por la ideología leridanista de la posguerra, que obraba en pro de una folclorización descatalanizadora de la provincia. La segunda etapa se inició en 1986 cuando se decidió refundar el IEI para modernizarlo e integrarlo en la nueva realidad democrática de Lérida. El nuevo IEI, además, empezaría a funcionar a favor de la normalización lingüística del catalán. 
El actual Instituto de Estudios Ilerdenses organiza numerosas actividades y exposiciones relacionadas con la cultura y el conocimiento, destacando la Sala de Arqueología instalada en el propio hospital.